# Automated Valuation Model
O Modelo de Avaliação Automática, ou Automated Valuation Model (AVM), é o nome dado a um serviço que pode fornecer avaliações imobiliárias usando modelagem matemática combinada com um banco de dados. A maioria dos AVMs calcula o valor de um imóvel analisando valores de imóveis semelhantes. Alguns também podem levar em consideração avaliações anteriores, os movimentos históricos de preços e as características do imóvel (por exemplo, número de quartos, estado de conservação, melhorias na propriedade, etc.).
Avaliadores, profissionais de investimento e instituições de crédito usam a tecnologia na análise de propriedades residenciais. Um AVM é um relatório de avaliação residencial que pode ser obtido em questão de segundos. É um relatório impulsionado pela tecnologia. O produto de uma tecnologia de avaliação automatizada vem da análise de dados e da lógica de decisão computacional combinados para fornecer uma estimativa calculada de um provável preço de venda de um imóvel. Um AVM geralmente usa uma combinação de dois tipos de avaliação, um modelo hedônico e um índice de vendas repetido. Os resultados de cada um são ponderados, analisados e, em seguida, relatados como uma estimativa final de valor com base em uma data solicitada.

## Vantagens
Principalmente nos Estados Unidos, os AVMs são cada vez mais utilizados por credores hipotecários. As vantagens de usar AVMs em relação a avaliações tradicionais são economizar tempo, dinheiro e recursos (por exemplo, não é preciso contratar um avaliador profissional para vistoriar um imóvel presencialmente), diminuindo assim o custo de avaliar uma propriedade. AVMs removem o elemento humano do processo de avaliação e contam com a automação do computador para remover o preconceito e subjetividade humanos.
AVMs são particularmente úteis na avaliação do valor de um portfólio de imóveis. A utilização de um modelo automatizado também pode ser útil para avaliar uma propriedade individual em que o fornecedor pode fornecer um nível adequado de precisão.

## Desvantagens
As desvantagens são que os AVMs não levam em conta a condição do imóvel, pois sem uma inspeção presencial a avaliação produzida pressupõe uma condição média que pode não refletir a realidade. Outras fontes de dados utilizadas são por vezes enganadoras devido a incentivos ocultos nos preços de anúncios de venda, que diferem bastante dos preços transacionados.